# Niciarniana

Podział dawnej dzielnicy Widzew na obszary Systemu Informacji Miejskiej – wyszczególniony obszar SIM Niciarniana

Niciarniana – obszar we wschodniej części Łodzi, na Widzewie.
W 2005 dla potrzeb Systemu Informacji Miejskiej Łódź podzielono na 56 obszarów. Południowo-zachodnią część osiedla administracyjnego Stoki, nazywaną przez mieszkańców Grembachem vel Grynbachem, opisywaną na większości współczesnych planów miasta po polsku jako osiedle Podgórze, nazwano obszarem Niciarniana. Nazwę tę zaczerpnięto prawdopodobnie od: fabryki nici, stacji kolejowej oraz ulicy Niciarnianej (zaczynającej się i przechodzącej przez to osiedle).

Nazwa obszaru, mimo pewnego związku historycznego z okolicą, nie odzwierciedla zachowanej wśród ludności tradycji i nie jest powszechnie utożsamiana przez mieszkańców ze wszystkimi terenami tego osiedla, a co najwyżej, z pewną tylko częścią całego Grembachu.